# Roger Carmillet
Roger Carmillet – francuski kierowca wyścigowy.

## Kariera
Carmillet rozpoczął karierę w międzynarodowych wyścigach samochodowych w 1980 roku od startów w World Challenge for Endurance Drivers. Z dorobkiem sześciu punktów uplasował się tam na 218 pozycji w klasyfikacji generalnej. W tym samym roku odniósł zwycięstwo w klasie GT 24-godzinnego wyścigu Le Mans. W 1979 roku zajął 39 miejsce w wyścigu Le Mans 24 Hours, w tym samym roku także zebrał 8 punktów za zajęcie 260 miejsca w World Challenge for Endurance Drivers.